# Foscarini (azienda)
Foscarini SpA è un’azienda italiana specializzata nella realizzazione di lampade di design. Fondata nel 1981 sull’isola di Murano ha oggi sede a Marcon, sempre nella provincia veneziana. Fin dagli esordi la sua attività è stata caratterizzata dalla ricerca sui materiali coniugando, nell’ambito della produzione in serie, saperi e tecniche della tradizione artigiana e innovazione tecnologica a collaborazioni con designer di tutto il mondo. È inoltre attiva in campo culturale con sponsorizzazioni, collaborazioni liberali e la promozione di progetti editoriali.

## Storia
La Foscarini, il cui nome, a sottolineare il legame con il territorio, è un omaggio all’omonima famiglia patrizia veneziana, nasce nel 1981 sull’isola di Murano, celebre per la presenza di laboratori specializzati nella lavorazione del vetro artigianale, esordendo nella realizzazione di grandi sistemi di illuminazione su commissione, ovvero a progetto, per poi passare, già l’anno successivo, alla produzione di elementi d’illuminazione in serie, attività che diverrà in breve tempo predominante fino a caratterizzare interamente l’azienda. A differenza di analoghe realtà muranesi, non dispone però di una propria fornace per la lavorazione del vetro e si avvale di volta in volta di fornitori specializzati in quella particolare lavorazione atta a tradurre l’idea creativa in prodotto. Questa elasticità di metodo e produzione diverrà il segno distintivo dell’azienda quando, nel 1988, Carlo Urbinati e Alessandro Vecchiato, già collaboratori interni della Foscarini per cui firmano i primi progetti in serie, rileveranno il marchio chiamando a collaborare designer esterni. Esemplari, in questo senso, sono - tra gli altri - progetti come quello della lampada "Orbital" di Ferruccio Laviani dove, al posto del vetro soffiato, per l’uniformità di spessori e la varietà di colori richiesti dal progetto, si opta per una lastra di vetro verniciata; la lampada "Havana" di Jozeph Forakis realizzata in un materiale plastico come il polietilene; la lampada "Mite" disegnata da Marc Sadler i cui componenti essenziali, in fibra di vetro con kevlar e carbonio, vengono fabbricati da un’azienda specializzata nella produzione di canne da pesca e premiata nel 2001, insieme alla lampada "Tite" dello stesso progettista, col Compasso d’Oro.
Nel 1993, per esigenze logistiche e di sviluppo, la Foscarini trasferisce la propria sede da Murano a Marcon, nella terraferma veneziana.
Nel 2016 la Triennale di Milano, per celebrarne i venticinque anni di ininterrotta produzione, ha inoltre ospitato una mostra dedicata alla lampada "Lumiere" progettata dal designer Rodolfo Dordoni nel 1990 intitolata: "Anni Luce. Lumiere’s journey through 25 years of history".

## Collaborazioni
Tra i designer e gli studi di design che hanno collaborato e collaborano con la Foscarini si ricordano: Andrea Anastasio, Atelier Oï, Defne Koz, Eliana Gerotto, Eugeni Quitllet, Ferruccio Laviani, Giulio Iacchetti, Ionna Vautrin, Jean-Marie Massaud, Jozeph Forakis, Karim Rashid, Luca Nichetto, Lucidi e Pevere, Palomba Serafini Associati, Marc Sadler, Marco Zito, Patricia Urquiola, Philippe Nigro, Rodolfo Dordoni, Simon Pengelly, Tom Dixon, Werner Aisslinger.

## Promozione culturale
In ambito culturale la Foscarini si è distinta per il supporto dato alla Biennale d'Arte e di Architettura di Venezia in qualità di sponsor ufficiale dal 2008 al 2015 e, a partire dal 2011 e fino al 2016, per la collaborazione con il Museo Poldi Pezzoli nella realizzazione di una serie di mostre incentrate sul tema della contaminazione tra arte contemporanea e design, messi a contrasto con le collezioni permanenti della casa museo milanese.
Dal 2010, la Foscarini promuove inoltre in maniera continuativa il progetto editoriale indipendente "Inventario - Tutto è progetto", ideato e diretto da Beppe Finessi e pubblicato da Corraini, dedicato all’investigazione del panorama creativo internazionale contemporaneo.
Nel 2017, la Foscarini ha poi prodotto il volume "FARE LUCE" che riunisce contributi di differenti autori sul tema della luce, spaziando dall’architettura al design e dal mondo delle arti figurative a quello delle discipline umanistiche. Dello stesso anno è anche la produzione del progetto "Maestrie" che consta di un libro, con foto di Gianluca Vassallo e Massimo Gardone e contributi di Stefano Micelli e Manolo De Giorgi, un'installazione dello scenografo Peter Bottazzi e di una serie di cortometraggi che si propongono come narrazione e documentazione del sapere artigiano che caratterizza il Made in Italy.

## Riconoscimenti
Compasso d’Oro
- 2001 "Mite" e "Tite" (lampade, design Marc Sadler)
- 2014 "Inventario - Tutto è progetto" (rivista-libro, promotore Foscarini, progetto editoriale e direzione Beppe Finessi, progetto grafico Artemio Croato (Designwork), editore Corraini) con la seguente motivazione: «per la capacità di sintetizzare argomenti culturalmente elevati con leggerezza, illustrandoli con una forte identità visiva e qualità del prodotto editoriale».

Segnalazione ADI (Compasso d'Oro)
- 2008 "Twiggy" (lampada, design Marc Sadler)

Menzione d’Onore ADI (Compasso d'Oro)
- 2011 "Infinity" (installazione, progetto di Vicente Garcia Jimenez)
- 2014 "Aplomb" (lampada, design Lucidi e Pevere)[12]
- 2014 "Behive" (lampada, design Werner Aisslinger)
- 2014 "Binic" (lampada, design Ionna Vautrin)[13]
- 2014 "Colibrì" (lampada, design Odoardo Fioravanti)
- 2014 "Magneto" (lampada, design Giulio Iacchetti).

Salone del Mobile.Milano award
- 2017 "Filo" (lampada, design Andrea Anastasio), nella categoria "Miglior prodotto Euroluce" con la seguente motivazione: « Per la capacità di rileggere la tradizione con un linguaggio contemporaneo e internazionale, in grado di dare un nuovo senso strutturale all'idea di decoro e personalizzare il prodotto seriale » Archiviato il 6 agosto 2018 in Internet Archive..